# Сідні Чаплін
Сідні Чаплін (англ. Sydney Chaplin; 16 березня 1885 — 16 квітня 1965) — англійський актор. Старший єдиноутробний брат Чарлі Чапліна, дядько актора Сідні Ерла Чапліна (1926–2009), сина Чарлі, названого на його честь.
Почавши свою акторську кар'єру в 1905 році з незначної ролі лиходія в театральній постановці «Шерлок Холмс», Сідні Чаплін поступово перейшов на кіноекран, слідуючи по стопах свого брата Чарлі.
За свою акторську кар'єру, що закінчилася в 1929 році, він знявся в 36 фільмах.

## Вибрана фільмографія
- 1914 — Вино Фатті
- 1914 — Його доісторичне минуле / His Prehistoric Past
- 1914 — Серед жалобників
- 1915 — Підводний пірат
- 1915 — Гольфіст Гассл
- 1915 — Гідді, Гей і Тікліш
- 1915 — Це весняне почуття
- 1918 — Собаче життя
- 1918 — На плече!
- 1921 — Король, дама, валет
- 1922 — День розплати
- 1923 — Її тимчасовий чоловік
- 1923 — Пілігрим
- 1923 — Рандеву
- 1925 — Тітонька Чарлі
- 1925 — Чоловік у коробці
- 1927 — Мисливець за приданим
- 1927 — Відсутній зв'язок

## Кар'єра авіатора
Одним з основних занять Сідні була допомогу своєму братові Чарлі, яка полягала в рекламному просуванні, консультаціях тощо. Однак найбільш значимий слід в історії (крім акторської діяльності) Сідні Чаплін залишив у сфері авіації. У травні 1919 року разом з льотчиком Емері Роджерсом він заснував першу приватну американську авіакомпанію, яка займалася внутрішніми перевезеннями, The Syd Chaplin Airline, Co., яка розташовувалася в Санта-Моніці, штат Каліфорнія.
Компанія проіснувала всього один рік, але за цей час вона встигла стати першою в низці досягнень:
- першt авіашоу для літаків Curtiss JN-4
- перший авіапереліт за маршрутом Лос-Анджелес — Сан-Франциско і назад, здійснений за 24 години
- Чарлі Чаплін здійснив свій перший переліт на літаку Сідні, як і багато знаменитостей того часу
- Сідні Чаплін пішов з авіації як тільки уряд почав розробку системи ліцензування пілотів і ввело оподаткування для авіакомпаній і власників літаків.